# Finestra de la casa al carrer Major, 12 (Pals)
La Finestra de la casa al Carrer Major, 12 és una obra gòtica de Pals (Baix Empordà) inclosa a l'Inventari del Patrimoni Arquitectònic de Catalunya.

## Descripció
L'element està situat a la façana principal d'una de les cases del carrer Major, prop de l'església de Sant Pere. Es tracta d'una finestra de pedra de tipologia gòtic-renaixentista, senzilla, d'arc conopial amb arabescs en relleu. Hi és remarcable la decoració amb frisos en relleu de les impostes i de l'ampit.

## Història
A la vila de Pals, que presenta construccions de gran interès arquitectònic, es conserven així mateix elements remarcables del vocabulari gòtic-renaixentista en la seva vessant popular. La finestra del carrer Major 12 és, en aquest sentit, digna d'esment pel seu valor tipològic.